# Патина

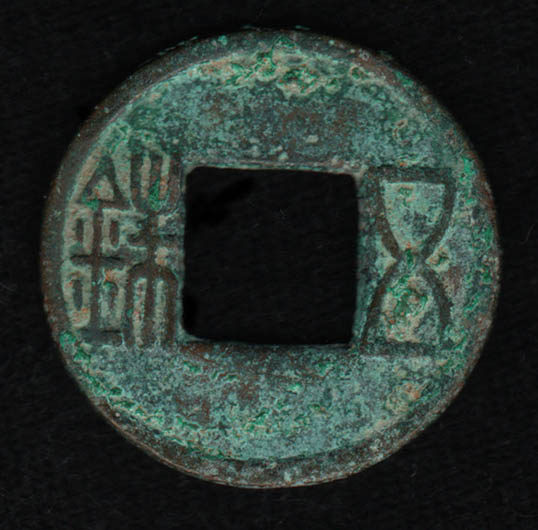
Бронзова монета (I ст до н. е.) з патиною

Па́тина або пати́на — плівка на поверхні бронзових пам'ятників, створена нанесенням спеціальних хімічних сумішей. Слово запозичене з німецької або французької: нім. Patina і фр. patine походять від італ. patina, можливо, пов'язаного з лат. patina («миска», «мілка каструля»). Можна припустити, що італійське слово первісно означало темну пляму на металевому посуді.

## Опис
Патина — це тонкий шар продуктів корозії з чітким забарвленням, що утворюється на металевій поверхні, виставленій до повітря або води, зеленувате покриття, що виникає з часом на мідних виробах. Штучна патина надає пам'ятникам особливого тону і захищає їх від шкідливої дії загазованого повітря сучасних міст і промислових центрів.

## У світі

### Японія
Патина (яп. 緑青, рокусьо) — речовина і спосіб патинування міді, її сплавів, та інших неферитних сплавів, що є традиційним у Японії. Переважно вживається у техніці мокуме ґане для патинування виробів зі сплавів сібуіті (у синій колір), сякудо (у темний синьо-фіолетовий колір), куромідо (у мідно-чорний колір). Існує декілька рецептів приготування рокусьо, та різні способи його застосування.
- Приклади приготування рокусьо:

1. У скляній, чи мідній посудині розчинити 6 г ацетату міді, 2 г карбонату кальцію, 2 г натрієвого лугу. Довести об'єм розчину до 150 мл і залишити встоятися. За тиждень злити прозору рідину над осадом, перед самим використанням додати ще 2 г сульфату міді.
2. Розчинити 4 г ацетату міді, 1 г нітрату міді, 1 г хлориду міді та 4 г сульфату міді в 1 л води.
3. Розчинити 60 г ацетату міді та 60 г сульфату міді у 2 л розчину білого оцту (5—12 %).